# Hoselaw Lake
Hoselaw Lake är en sjö i Kanada.   Den ligger i provinsen Alberta, i den centrala delen av landet, 2 700 km väster om huvudstaden Ottawa. Hoselaw Lake ligger 611 meter över havet. Arean är 0,45 kvadratkilometer. Den sträcker sig 0,7 kilometer i nord-sydlig riktning, och 0,9 kilometer i öst-västlig riktning.
Omgivningarna runt Hoselaw Lake är en mosaik av jordbruksmark och naturlig växtlighet. Runt Hoselaw Lake är det mycket glesbefolkat, med 7 invånare per kvadratkilometer.